# Краковска митрополия
Краковската митрополия (на полски: Metropolia krakowska) е една от 14-те църковни провинции на католическата църква в Полша. Създадена е през 1925 година от папа Пий XI. Настоящата и територия е установена през 1992 година с булата „Totus Tuus Poloniae Populus“ на папа Йоан-Павел II. Обхваща четири епархии. 
Заема площ от 24 615 км2 и има 4 110 438 верни.

## Епархии
В състава на митрополията влизат епархиите с центрове Краков, Тарнов, Келце и Белско-Бяла.
- Краковска архиепархия – архиепископ митрополит Марек Йендрашевски
- Тарновска епархия – епископ Анджей Йеж
- Келецка епархия – епископ Ян Пьотровски
- Белско-Живешка епархия – епископ Роман Пиндел

## Фотогалерия
- Базилика „Св. св. Станислав и Вацлав“, катедрален храм на Краковската архиепархия
- Базилика „Рождество Богородично“, катедрален храм на Тарновската епархия
- Базилика „Успение Богородично“, катедрален храм на Келецката епархия
- „Св. Николай“, катедрален храм на Белско-Живешката епархия